# 社群首领

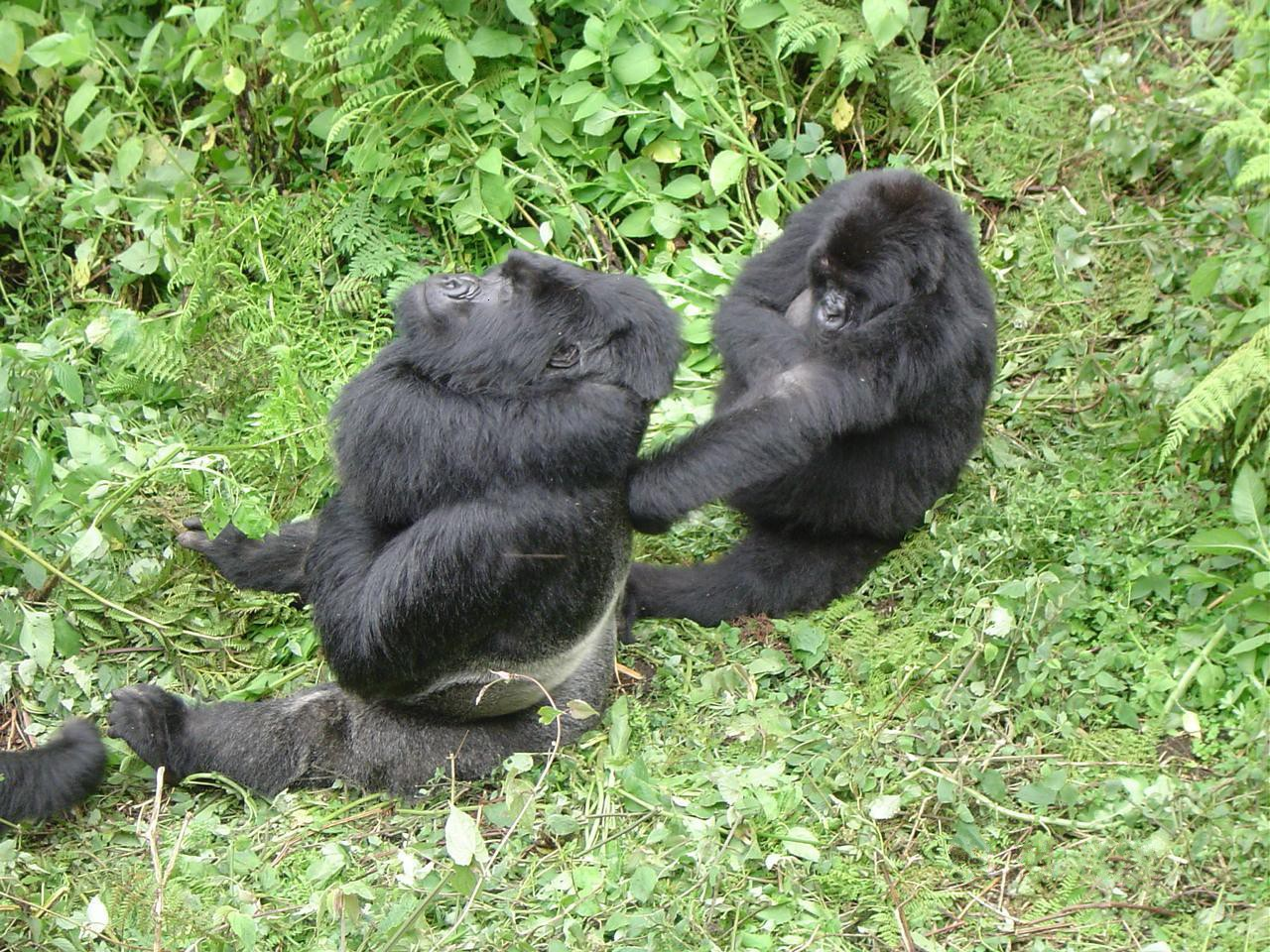
雄性银背大猩猩通常为社群首领

社群首领是指社会性动物的社群中地位最高的个体。根据物种的不同，社群首领可能为雄性或雌性，亦或两者皆可。当一雄一雌共同承担此角色时，常被称为“首领对”（alpha pair）。同一社群中的其他个体一般会对首领表示顺从。
社群首领通常对食物或其他事物有优先的支配权，不过不同物种中这种支配程度都有所不同。首领还常拥有优先交配权，某些物种中甚至只有首领或首领对有权繁殖。
动物个体可能因拥有强大的力量或更具侵略性的行为而夺得首领地位，不过也可能通过社交努力、建立联盟等而获得这一地位。